# Ruud Stokvis
Ruud Stokvis, född den 24 april 1943 i Amsterdam, är en nederländsk roddare.
Han tog OS-brons i tvåa utan styrman i samband med de olympiska roddtävlingarna 1972 i München.